# Parkers looftiran
De Parkers looftiran (Phylloscartes parkeri) is een zangvogel uit de familie Tyrannidae (tirannen). Deze vogel is genoemd naar de Amerikaanse ornitholoog Theodore Albert Parker.

## Verspreiding en leefgebied
Deze soort komt voor van centraal Peru tot noordelijk Bolivia.

## Status
De grootte van de populatie is niet gekwantificeerd maar de soort wordt omschreven als schaars tot plaatselijk vrij algemeen. Op de Rode lijst van de IUCN heeft deze soort de status niet bedreigd.